# Ель-Сегундо (Каліфорнія)
Ель-Сегундо (англ. El Segundo) — місто (англ. city) в США, в окрузі Лос-Анджелес штату Каліфорнія. Населення — 17 272 особи (2020).

## Географія
Ель-Сегундо розташований за координатами 33°55′2″ пн. ш. 118°24′6″ зх. д. / 33.91722° пн. ш. 118.40167° зх. д. (33.917145, -118.401554).  За даними Бюро перепису населення США в 2010 році місто мало площу 14,15 км², з яких 14,15 км² — суходіл та 0,00 км² — водойми.

## Демографія
Згідно з переписом 2010 року, у місті мешкали 16 654 особи в 7085 домогосподарствах у складі 4105 родин. Густота населення становила 1177 осіб/км².  Було 7410 помешкань (524/км²).
Расовий склад населення:
| - 78,0 % — білих - 8,8 % — азіатів - 2,0 % — чорних або афроамериканців - 0,4 % — корінних американців - 0,2 % — вихідців з тихоокеанських островів - 4,8 % — осіб інших рас |

До двох чи більше рас належало 5,7 %. Частка іспаномовних становила 15,7 % від усіх жителів.
За віковим діапазоном населення розподілялося таким чином: 22,3 % — особи молодші 18 років, 67,6 % — особи у віці 18—64 років, 10,1 % — особи у віці 65 років та старші. Медіана віку мешканця становила 39,2 року. На 100 осіб жіночої статі у місті припадало 99,4 чоловіків;  на 100 жінок у віці від 18 років та старших — 98,8 чоловіків також старших 18 років.
Середній дохід на одне домашнє господарство  становив 112 182 долари США (медіана — 85 727), а середній дохід на одну сім'ю — 130 432 долари (медіана — 107 823). Медіана доходів становила 83 028 доларів для чоловіків та 62 440 доларів для жінок. За межею бідності перебувало 7,3 % осіб, у тому числі 9,6 % дітей у віці до 18 років та 7,0 % осіб у віці 65 років та старших.
Цивільне працевлаштоване населення становило 9331 осіб. Основні галузі зайнятості: освіта, охорона здоров'я та соціальна допомога — 18,6 %, виробництво — 15,0 %, науковці, спеціалісти, менеджери — 13,4 %.

## Промисловість

### Найбільші роботодавці
Згідно щорічного звіту міста, станом 2011 рік, найбільшими роботодавцями були:
| #  | Підприємство                        | Кількість робітників |
| -- | ----------------------------------- | -------------------- |
| 1  | Raytheon Space and Airborne Systems | 7268                 |
| 2  | Northrop Grumman                    | 5219                 |
| 3  | Boeing Satellite Development Center | 5167                 |
| 4  | The Aerospace Corporation           | 3002                 |
| 5  | DirecTV                             | 1866                 |
| 6  | Mattel                              | 1635                 |
| 7  | Chevron                             | 1179                 |
| 8  | Accenture                           | 713                  |
| 9  | Rhythm & Hues                       | 703                  |
| 10 | International Rectifier             | 537                  |
| 11 | Xerox                               | 442                  |
| 12 | Time Warner Cable                   | 377                  |
| 13 | Big 5 Sporting Goods                | 346                  |
| 14 | Teledyne Controls                   | 342                  |
| 15 | Internet Brands (CarsDirect)        | 337                  |